# أندرو كينيدي (كرة سلة)
أندرو كينيدي (بالإنجليزية: Andrew Kennedy)‏ مواليد 22 ديسمبر 1965 في كينغستون، هو لاعب كرة سلة جامايكي معتزل. بدأ مسيرته الاحترافية في سنة 1987. تم اختياره من قبل فريق فيلادلفيا سفنتي سيكسرز خلال الدرافت. يبلغ طوله 6 قدم 7 بوصة (2.0 م). اعتزل اللعب في 2002.

## روابط خارجية
- أندرو كينيدي على موقع سبورتس رفرنس (الإنجليزية)
- أندرو كينيدي على موقع الدوري الإسباني لكرة السلة (الإسبانية)
- أندرو كينيدي على موقع كرة السلة الأوروبية.كوم (الإنجليزية)
- أندرو كينيدي على موقع كلية كرة السلة في سبورتس رفرنس.كوم (الإنجليزية)
- أندرو كينيدي على موقع ريلجم (الإنجليزية)
- أندرو كينيدي على موقع بروبوليرز (الإنجليزية)
- أندرو كينيدي على موقع سبورتس رفرنس (الإنجليزية)